# ピンラリーコレクション
ピンラリーコレクション（Pin Rally Collection）は、東京ディズニーランドおよび東京ディズニーシーで行われているキャンペーンの名称である。

## 概要
このキャンペーンは、東京ディズニーランドおよび東京ディズニーシーのショップで行われる。まずピンがついた台紙を買い、その後指定されたショップに置いてあるピンを購入する。ピンにはシールが付いており、台紙についていた引き換えカードにそのシールを貼り、指定されたショップのレジにそのカードを渡すとスペシャルピンがもらえるようになっている。購入したピンは台紙にはめることができ、飾ることができる。さらに専用の額も販売されており、それに入れて飾ることもできる。

### 第1回　「ディズニー・リズム・オブ・ワールド」ピンラリーコレクション
1回目は2006年に開催されたスペシャルイベント『ディズニー・リズム・オブ・ワールド』に合わせて2月1日から4月4日にかけて行われた。ミッキーやディズニーキャラクターのピンは「ディズニー・リズム・オブ・ワールド」のショーの衣装を着たものとなっていた。販売されたピンは以下の通り。
- ミッキーマウス+台紙　販売場所：「マクダックス・デパートメントストア」ほか
- チップ&デール　販売場所：「ノーチラスギフト」
- ドナルドダック　販売場所：「ガッレリーア・ディズニー」
- プルート　販売場所：「ロストリバーアウトフィッター」
- グーフィー　販売場所：「アグラバーマーケットプレイス」
- スペシャルピン（ミニーマウス）　配布場所：エンポーリオ

### 第2回　「タワー・オブ・テラー」ピンラリーコレクション
2回目は東京ディズニーシーが5周年を迎える2006年9月4日にオープンする新アトラクション「タワー・オブ・テラー」を基にしたピンラリーコレクション。7月14日から9月3日にかけて行われた。ピンはディズニーキャラクターとシリキ・ウトゥンドゥ（シリキ・ウトゥンドゥの詳細についてはタワー・オブ・テラーのページ参照）が一緒になったもので、ディズニーキャラクターがシリキ・ウトゥンドゥに驚いている柄になっている。販売されたピンは以下の通り。
- ミッキーマウス+台紙　販売場所：「マクダックス・デパートメントストア」ほか、各ピンが販売されているショップ。
- ドナルドダック　販売場所：「アーント・ペグズ・ヴィレッジストア」、「ノーチラスギフト」
- アリエル　販売場所：「スリーピーホエール・ショップ」
- ミニーマウス　販売場所：「ガッレリーア・ディズニー」
- ジーニー　販売場所：「アグラバーマーケットプレイス」
- スペシャルピン（シリキ・ウトゥンドゥ）　配布場所：エンポーリオ

台紙を飾る台座は、ホテルハイタワーをモチーフにしたデザインとなっており、上部に"HOTEL HIGHTOWER"、下部に"Tokyo DisneySea"と書かれている。

### 第3回　「ディズニー・ハロウィーン」ピンラリーコレクション
3回目は2006年に開催されたスペシャルイベント『ディズニー・ハロウィーン』に合わせて9月12日から10月31日にかけて行われた。ミッキーマウスやディズニーキャラクターのピンはハロウィーンの衣装を着たものとなっている。東京ディズニーランドでのピンラリーコレクションの実施は初となる。販売されたピンは以下の通り。
- ミッキーマウス+台紙 販売場所：「ディズニー&カンパニー」、「ホームストア」、「グランドエンポーリアム」、「プラネットM」、「ギャグファクトリー/ファイブ・アンド・ダイム」、「おしゃれキャット」、「ウエスタンウエア」
- ミニーマウス　販売場所：「プラネットM」
- ドナルドダック　販売場所：「ギャグファクトリー/ファイブ・アンド・ダイム」
- グーフィー　販売場所：「おしゃれキャット」
- チップとデール　販売場所：「ウエスタンウエア」
- スペシャルピン（マレフィセント）　配布場所：ホームストア

### 第4回　「ディズニー・プリンセス・デイズ“ミニーの夢見るティアラ”」ピンラリーコレクション
4回目は2007年に開催されたスペシャルイベント「ディズニー・プリンセス・デイズ“ミニーの夢見るティアラ”」に合わせて1月17日から3月23日にかけて行われていた。ミッキーマウスやミニーマウス、ディズニープリンセス（白雪姫・シンデレラ・オーロラ姫・ベル）のピンはスペシャルパレード「ミニーのティアラ・オブ・ドリーム」の衣装を着たものとなっている。また、台紙のピンがミッキーマウス以外のキャラクター（ミニーマウス）はピンラリーコレクション初となる。販売されたピンは以下の通り。
- ミニーマウス+台紙 販売場所：「グランドエンポーリアム」、「ミッキーのモダーンメモリー」、「ディズニー＆カンパニー」、「おしゃれキャット」、「ギャグファクトリー／ファイブ・アンド・ダイム」、「ホームストア」
- 白雪姫 販売場所：「ミッキーのモダーンメモリー」
- シンデレラ 販売場所：「ディズニー＆カンパニー」
- オーロラ姫 販売場所：「おしゃれキャット」
- ベル 販売場所：「ギャグファクトリー／ファイブ・アンド・ダイム」
- スペシャルピン（ミッキーマウス）　配布場所：「ホームストア」

### 第5回　「リロ&スティッチのフリフリ大騒動〜Find Stitch!〜」ピンラリーコレクション
第5回は2007年に開催されているスペシャルイベント「リロ&スティッチのフリフリ大騒動〜Find Stitch!〜」に合わせて4月10日から7月19日にかけて行われている。すべてのピンがスティッチであるのが特徴。スティッチのコスチュームはイベント期間中、実際にパーク内で見つけることができるスティッチのコスチュームとなっている。販売されたピンは以下の通り。
（カッコ内はそのスティッチのコスチュームだが、正式名称は不明）
- スティッチ（ペンチュー! &宇宙船）+台紙 販売場所：「グランドエンポーリアム」「チキ・トロピックショップ」「ファンタジーギフト」「おしゃれキャット」「プラネットM」「ホームストア」
- スティッチ（チキルーム） 販売場所：「チキ・トロピックショップ」
- スティッチ（釣り人） 販売場所：「ファンタジーギフト」
- スティッチ（小人） 販売場所：「おしゃれキャット」
- スティッチ（ペンチュー!） 販売場所：「プラネットM」
- スペシャルピン（スチィッチ（アドベンチャーランド）） 配布場所「チキ・トロピックショップ」「ホームストア」